# Eaton Square
Eaton Square est une place de la ville de Londres, Royaume-Uni.

## Situation et accès

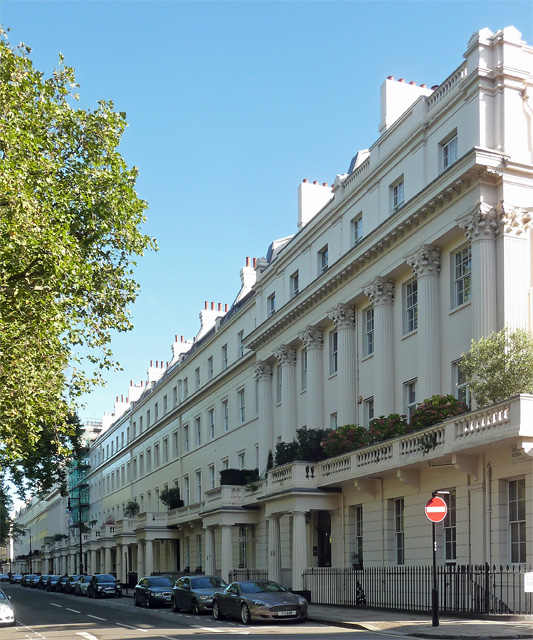
Nos 24-48.

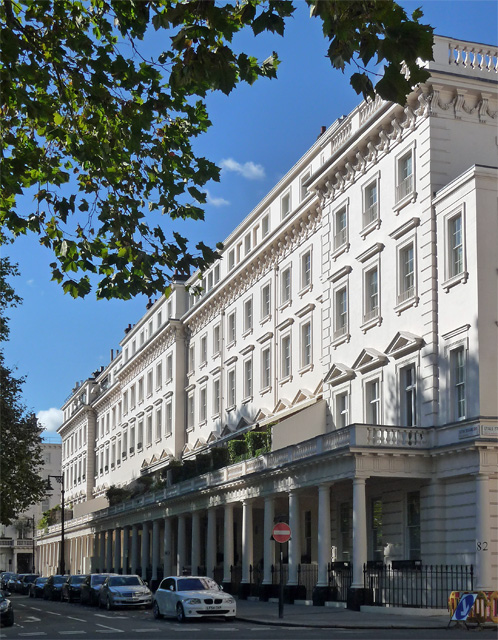
Nos 73-82.

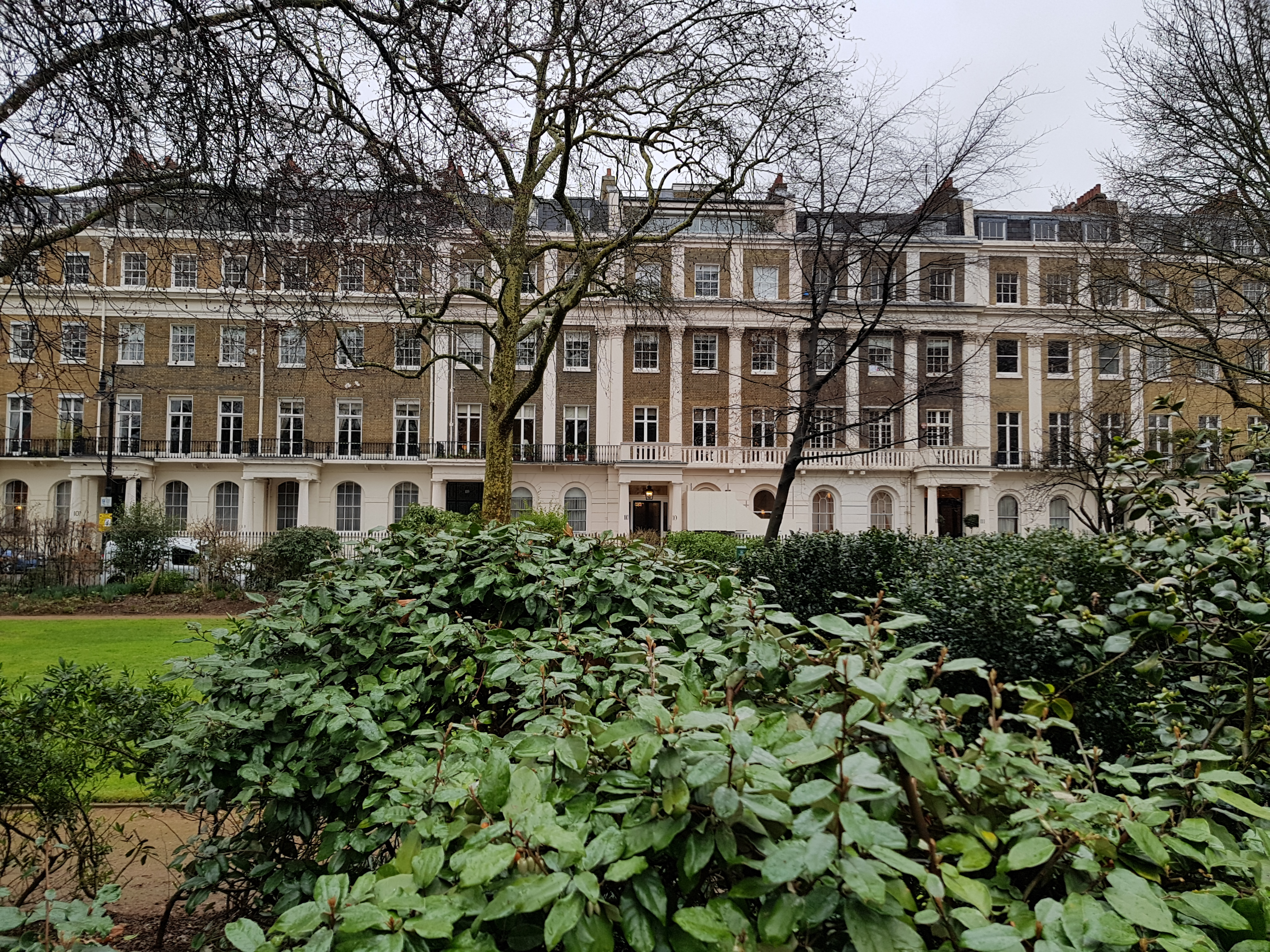
Façades.

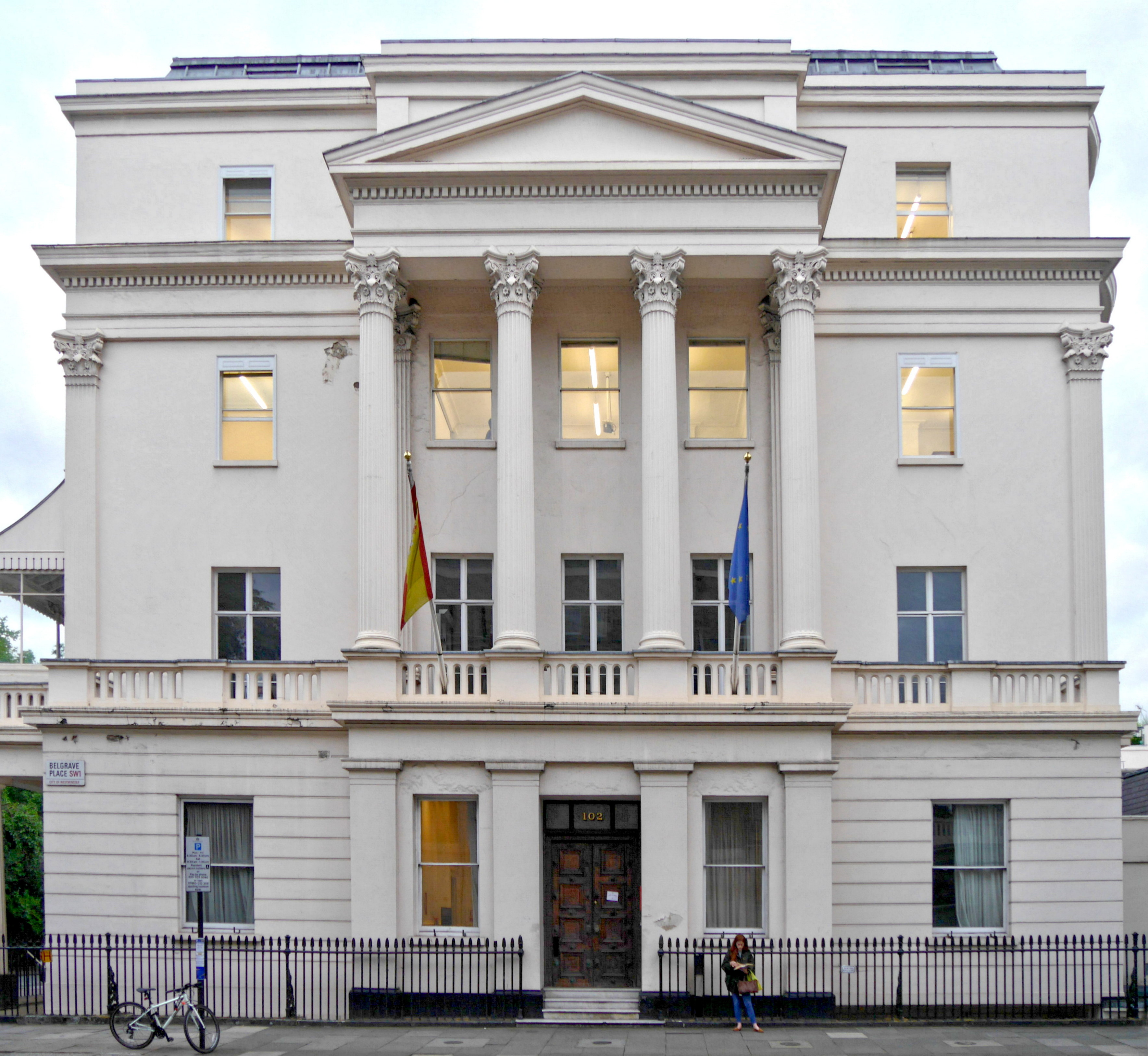
No 102.

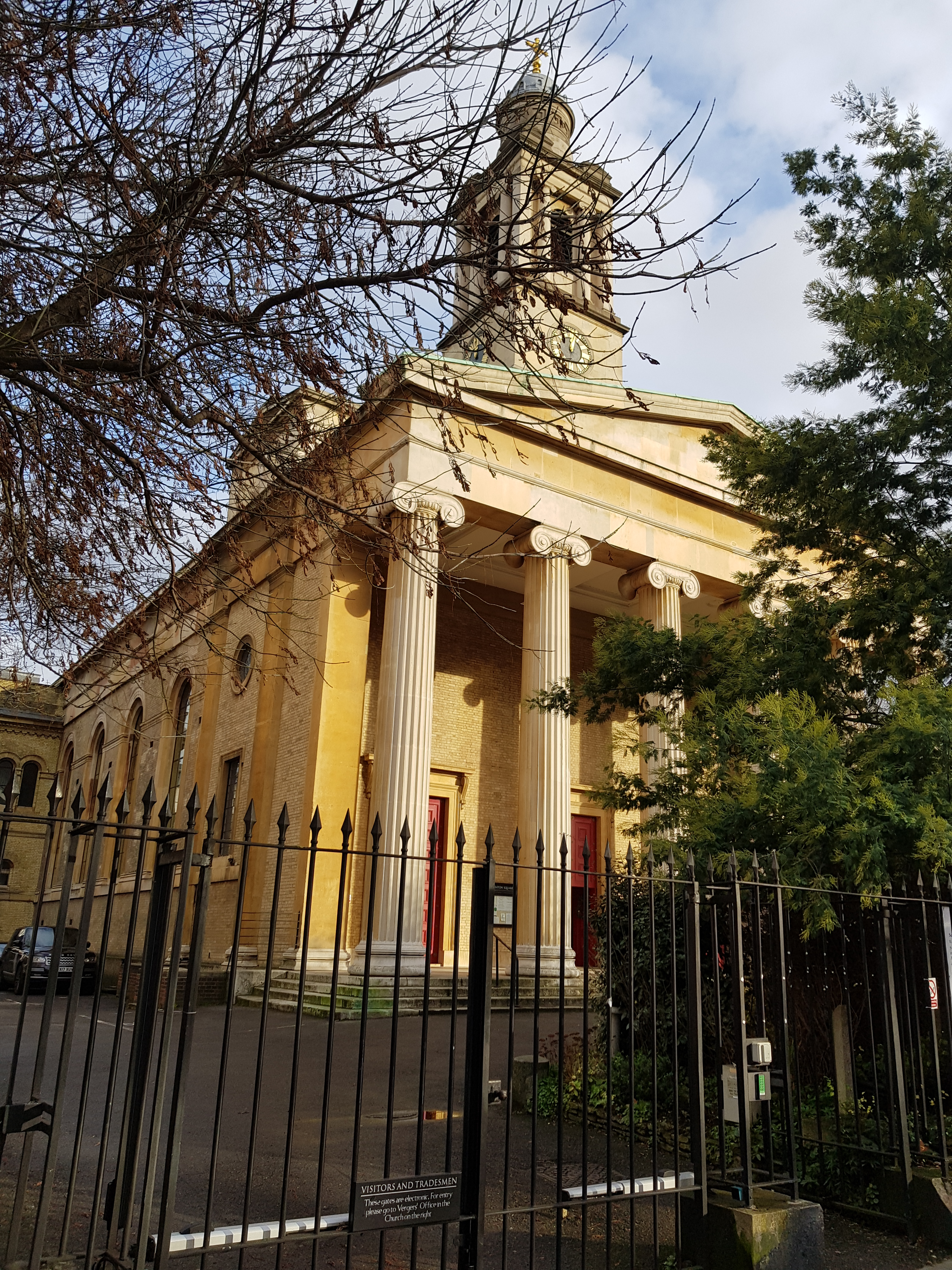
Église St Peter's.

Eaton Square est située dans le quartier de Belgravia dans la Cité de Westminster.
Les stations de métro les plus proches sont celles de Sloane Square, desservie par les lignes  Circle  District, et de Victoria, où circulent les trains des lignes  Circle  District  Victoria.

## Origine du nom
La place doit son nom à Eaton Hall, dans le Cheshire, où se trouve la propriété de campagne du duc de Westminster.

## Historique
Le côté nord de la place est aménagé par Thomas Cubitt et le côté sud par Seth Smith, entre 1826 et 1853.

## Bâtiments remarquables et lieux de mémoire
De nombreux bâtiments du square sont classés de grade II. Les jardins sont également classés.
- No 7 : l’acteur Sean Connery, célèbre pour son interprétation de James Bond, a résidé à cette adresse[3].

- No 22 : l'acteur Roger Moore, autre James Bond, a habité à cette adresse[3].

- No 37 : l'homme politique Neville Chamberlain (1869-1940) a habité à cette adresse entre 1923 et 1935, comme le signale un macaron en façade.

- No 54 : l'actrice Vivien Leigh (1913-1967) a vécu à cette adresse[4].

- No 65 : l'actrice américaine Sharon Tate a vécu à cette adresse.

- No 102 : ce bâtiment classé de grade II a abrité jusqu’en 2016 le Centre culturel espagnol avant d’être racheté par l’homme d’affaires russe Andrey Goncharenko[5] ; en janvier 2017, le bâtiment, alors vide, est brièvement réquisitionné par un groupe anarchiste désireux d’en faire un refuge pour sans-abris[6].

- No 119 : église St Peter's ; édifice de style néoclassique, construit entre 1824 et 1827 par les architectes H. et A.-W. Hakewill, classé de grade II, détruit par le feu à deux reprises et reconstruit ; le second incendie se produit le 20 octobre 1987 et quatre ans plus tard, le 20 octobre 1991, l’église rouvre ses portes[7].

## Personnalités liées au square
- Le financier d’origine hongroise George Soros réside dans le square[8], ainsi que l'homme d'affaires Bernie Ecclestone, patron de la Formule 1[9].

- Dans les années 2000, la milliardaire brésilienne Lily Safra y possède un hôtel particulier de six étages[10].

## Dans la fiction
- Dans la série Downton Abbey, le personnage de Lady Rosamund Painswick vit à Eaton Square[11].

- Dans le roman de Henry James La Coupe d'or, paru en 1904, le richissime homme d’affaires américain Adam Verver habite le square.

- Des scènes de la série britannique The Capture se déroulent à Eaton Square.

- Dans le film Espion(s) de Nicolas Saada, sorti en 2009, Claire, un des personnages principaux du film, habite avec son mari au 26, Eaton Square.

- Un roman d'Anne Perry, paru en 2022, a pour titre Un Noël à Eaton Square.